# 在英國的澳大利亞人
在1百萬海外澳大利亞人之中，為數最多的定居於英國。據2001年人口普查，英國有107,871人在澳大利亞出生，他們多數聚居於倫敦西南部，如伯爵宮、肯辛頓、漢默史密斯、富勒姆、牧羊叢和帕特尼等地區。